# Соната для виолончели и фортепиано (Рахманинов)
Соната для виолончели и фортепиано соль минор op. 19 была написана Сергеем Васильевичем Рахманиновым летом 1901 года.
Рахманинов посвятил сонату виолончелисту Анатолию Брандукову, вместе с которым впервые исполнил её на концерте в Москве 2 декабря 1901 года. По видимому, окончательная редакция партитуры появилась прямо перед исполнением, так как ноты помечены той же датой — «12 декабря 1901 года».

## Строение
Соната написана в четырёх частях:
1. Lento — Allegro moderato
2. Allegro scherzando
3. Andante
4. Allegro mosso